# 肖邦作品列表
肖邦作品列表是弗雷德里克·肖邦（1810-1849）全部音樂作品的系統性目錄。肖邦是波蘭最重要的浪漫主義作曲家，被譽為"鋼琴詩人"，其作品幾乎全部為鋼琴而作，對後世鋼琴音樂發展產生了深遠影響。
肖邦一生共創作約200多首作品，創作時期從1817年至1849年逝世前。其作品主要包括夜曲、練習曲、前奏曲、瑪祖卡舞曲、波蘭舞曲、圓舞曲、敘事曲、詼諧曲等鋼琴獨奏曲，以及兩首鋼琴協奏曲和少量室內樂作品。
由於肖邦作品的編號系統複雜，歷來學者建立了多套編號方法。目前通行的有四大系統：Op.（作品號）、B./BI（布朗編號）、KK（科比蘭斯卡編號）和C.（霍明斯基編號）。本列表採用多重編號對照，並按出版時序和曲類分類兩種方式排列，以便讀者查閱。
肖邦生前出版的作品共65首（Op. 1-65），另有大量作品在其逝世後陸續出版。這些作品不僅展現了肖邦卓越的鋼琴技巧和深刻的音樂表達，也體現了他對波蘭民族音樂的熱愛和對浪漫主義美學的完美詮釋。

## 目錄與編號法
歷來有許多學者、專家，針對蕭邦作品進行了分類與編排，現通行的蕭邦作品編號系統有四，按系統問世的先後順序說明如下：
1. Op.
即拉丁文「作品」（Opus），同其餘所有使用此字的音樂作品，採出版時間先後。蕭邦生前出版的作品共計六十五首。在他逝世後，另有一些作品在1855年前後出版，由朱利安·方塔納（Julian Fontana）給予編號，並註以「身後」（posthumous）。
2. B.或BI
指英國學者莫里斯·約翰·埃德溫·布朗（Maurice John Edwin Brown）在1960年所出版之《依時序之蕭邦作品索引》（An Index of his Works in Chronological Order），共一百六十八號。
3. KK
指波蘭學者克里斯蒂娜·科比蘭斯卡（Krystyna Kobylańska）於1979年出版之《主題書目索引》（Thematisch-bibliographisches Werkverzeichnis），其將蕭邦作品分為七部，以羅馬數字編排。
4. C.
即烏克蘭裔波蘭音樂學者約瑟夫·米哈烏·霍明斯基（Józef Michał Chomiński）出版的《蕭邦作品目錄》（Katalog dzieł Fryderyka Chopina，波蘭音樂出版社，1990年）。

## 依出版時序

### 死後出版

#### 有作品編號
- Op. posth. 74[2][3], 17 Songs（1829–1847; Polish）
  - No. 1 The Wish（Życzenie）（1829）
  - No. 2 Spring（Wiosna）（1838）
  - No. 3 The Sad River（Smutna Rzeka）（1831）
  - No. 4 Merrymaking（Hulanka）（1830）
  - No. 5 What She Likes（Gdzie lubi）（1829）
  - No. 6 Out of My Sight（Precz z moich oczu）（1830）
  - No. 7 The Messenger（Poseł）（1830）
  - No. 8 Handsome Lad（Śliczny chłopiec）（1841）
  - No. 9 From the Mountains, Where They Carried Heavy Crosses [Melody]（Z gór, gdzie dźwigali strasznych krzyżów brzemię [Melodia]）（1847）
  - No. 10 The Warrior（Wojak）（1830）
  - No. 11 The Double-End（Dwojaki koniec）（1845）
  - No. 12 My Darling（Moja pieszczotka）（1837）
  - No. 13 I Want What I Have Not（Nie ma czego trzeba）（1845）
  - No. 14 The Ring（Pierścień）（1836）
  - No. 15 The Bridegroom（Narzeczony）（1831）
  - No. 16 Lithuanian Song（Piosnka litewska）（1831）
  - No. 17 Leaves are Falling, Hymn from the Tomb（Śpiew z mogiłki）（1836）

#### 無作品編號
- Enchantment（Czary）（1830）
- Reverie（Dumka）（1840）

## 依曲類
以下的作品列表是被公认的由肖邦写作的乐曲，按照体裁进行分类。

### 鋼琴獨奏

#### 叙事曲
- Op. 23：叙事曲No. 1 G小调（1835-36）
- Op. 38：叙事曲No. 2 F大调（1836-39）
- Op. 47：叙事曲No. 3 降A大调（1841）
- Op. 52：叙事曲No. 4 F小调（1842-43）

#### 练习曲
蕭邦一共作有27首练习曲：Op. 10的12首，Op. 25的12首以及3首新练习曲。
- Opus 10，12首练习曲:
  - No. 1：练习曲C大调“瀑布”（1830）
  - No. 2：练习曲A小调“半音”（1830）
  - No. 3：练习曲E大调“離別”（1832）
  - No. 4：练习曲 升C小调“激流”（1832）
  - No. 5：练习曲 降G大调“黑鍵”（1830）
  - No. 6：练习曲 降E小调（1830）
  - No. 7：练习曲C大调（1832）
  - No. 8：练习曲F大调“陽光”（1829）
  - No. 9：练习曲F小调（1829）
  - No. 10：练习曲 降A大调（1829）
  - No. 11：练习曲 降E大调“豎琴”（1829）
  - No. 12：练习曲C小调“革命”（1831）
- Opus 25，12首练习曲:
  - No. 1：练习曲 降A大调“牧笛”（1836）
  - No. 2：练习曲F小调（1836）
  - No. 3：练习曲F大调（1836）
  - No. 4：练习曲A小调（1832-1834）
  - No. 5：练习曲E小调“錯音”（1832-1834）
  - No. 6：练习曲 升G小调“三度”（1832-1834）
  - No. 7：练习曲 升C小调（1836）
  - No. 8：练习曲 降D大调“六度”（1832-1834）
  - No. 9：练习曲 降G大调“蝴蝶”（1832-1834）
  - No. 10：练习曲B小调“八度”（1832-1834）
  - No. 11：练习曲A小调“冬風”（1834）
  - No. 12：练习曲C小调“海洋”（1836）
- 新练习曲三首（1839）:
  - No. 1：练习曲 F小调
  - No. 2：练习曲 降A大调
  - No. 3：练习曲 降D大调

#### 即兴曲
肖邦一共作有4首即兴曲。
- Opus 29：即兴曲No. 1降A大调（1837）
- Opus 36：即兴曲No. 2升F大调（1839）
- Opus 51：即兴曲No. 3降G大调（1843）
- Opus posth. 66：幻想即兴曲 升C小调（1834）

#### 玛祖卡舞曲
肖邦在生前一共出版了41首玛祖卡舞曲，加上在死后作为遗作整理出版的10首，总计51首。

#### 夜曲
肖邦共作有21首夜曲。

#### 波兰舞曲
肖邦生前一共出版了8首波兰舞曲（含《幻想波兰舞曲》），死后又以Op.71出版了3首，加上死后陆续发现的，总计有17首。

#### 前奏曲
肖邦的前奏曲Op.28共24首，加上逝世后发现的遗作，共有26首。

#### 回旋曲
- Opus 1：C小调回旋曲
- Opus 5：F大调玛袒卡舞曲型回旋曲（1826）
- Opus 16：降E大调回旋曲（1832）

#### 詼諧曲
- Op. 20: 詼諧曲No. 1（1831）
- Op. 31: 詼諧曲No. 2（1837）
- Op. 39: 詼諧曲No. 3（1839[4]）
- Op. 54: 詼諧曲No. 4（1843）

#### 奏鸣曲
- Op. 4: 奏鸣曲No. 1（1828[5]）
- Op. 35: 奏鸣曲No. 2（1839）
- Op. 58: 奏鸣曲No. 3（1844[6]）

#### 圆舞曲
肖邦创作的圆舞曲13首，无编号的6首，一共有19首。

#### 其他
主要有：
- Op. 19: 博莱罗
- Op. 43: 塔朗泰拉
- Op. 46: Allegro de concert
- Op. 49: 幻想曲
- Op. 57: 搖籃曲
- Op. 60: 船歌

### 鋼琴和管弦樂團

#### 协奏曲
- Op.11：e小调第一钢琴协奏曲
- Op.21：f小调第二钢琴协奏曲（英语：Piano Concerto No. 2 (Chopin)）

#### 其他
- Op.2：选自莫札特歌劇《唐·喬望尼》的Là ci darem la mano主题變奏曲
- Op.13：波蘭民謠大幻想曲
- Op.14：克拉科維亞迴旋曲
- Op.22：流暢的行板與華麗的大波蘭舞曲

### 大提琴和鋼琴
- Op.3：C大調序曲與華麗的波蘭舞曲
- B.70：E大調為大提琴與鋼琴大二重協奏曲（1832年與奥古斯特·弗兰科姆（英语：Auguste Franchomme）共同創作）
- Op.65：G小調大提琴奏鳴曲

### 小提琴、大提琴和鋼琴
- Op.8：g小調鋼琴三重奏（1830）